# (1762) Расселл
(1762) Расселл (англ. Russell) — типичный астероид главного пояса, который был открыт 8 октября 1953 года в рамках проекта IAP в обсерватории им. Гёте Линка и назван в честь американского астрофизика Генри Расселла.

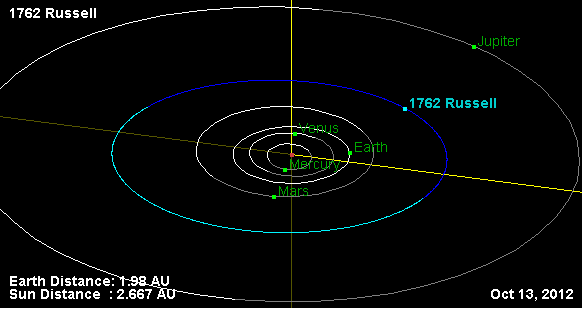
Орбита астероида Расселл и его положение в Солнечной системе